# احمدخان بزرگ
احمد خان ملقب به احمد خان بزرگ (۱۲۰۸–۱۲۶۵ قمری) فرزند ارشد محمد رفیع خان از حاکمان  بستک، جهانگیریه و لارستان در جنوب ایران در دوران فتحعلی شاه قاجار بود.

## تبارنامه
احمد خان بن محمد رفیع خان بن هادی خان بن شیخ محمد خان بزرگ بن  عبدالقادر بستکی، شیخ حسن بستکی، شیخ محمد کبیر، شیخ ناصر الدین، شیخ محمد، شیخ جابر،  شیخ اسماعیل رابع، شیخ عبدالغنی، شیخ اسماعیل ثالث، شیخ عبدالرحیم عفیف الدین، شیخ عبدالسلام خنجی، شیخ عباس، شیخ اسماعیل ثانی، حمزه، احمد، محمد، هارون، مهدی، مرشد، محمود، احمد، علی، مبارک، عبدالسلام، سعید، عبدالغنی، طلحه، احمد، اسماعیل، سلیمان، محمد علی، عبدالله (حَبر الأُمَة) ابن عباس بن عبدالمطلب القرشی بن هاشم بن عبد مناف.

## زندگی
نام کامل وی ( احمد خان بزرگ بن محمد رفیع خان بن شیخ محمد خان بن شیخ عبدالقادر بستکی بن شیخ حسن بستکی العباسی) است. احمد خان به سال ۱۲۰۸ هجری قمری در بستک قدم به عرصه وجود گذاشت. قریب ده سال تحت تعلیم و تربیت بود و از حیث آموزش و پرورش و اسب سواری و تیراندازی تکمیل و به شجاعت و شهامت و حسن لیاقت معروف گردید. و چون به سنّ رشد رسید در امور سیاست حکومتی پدرش مداخله و مساعده می‌نمود، و با همان صغر سنّ امورات مهم و کارهای راکد مانده پدرش را انجام می‌داد و نظم و آرامش برقرار ساخته بود و رضایت مردم و توجه امنای دولت و فرمانروایان را به خود جلب نموده بود.
در سال ۱۲۲۴ هجری قمری که صادق خان قاجار دولو در مراجعت از سرکوبی یاغیان داراب به بستک آمد محمد رفیع خان از وی در محل چاه کرد مخدان پذیرائی نمود، چون وصول حقوق دیوانی به تعویق افتاده بود و محمد رفیع خان نیز در طول ایام هفته به عبادت می‌پرداخت، بدستور سردار قاجار احمد خان امور حکمرانی جهانگیریه و بنادر را به عهده گرفت.

## فرمانروائی احمد خان بزرگ
با آغاز فرمانروائی احمد خان، ابتدا کدخدای روستای کوهیج به نام تاج الدین را که به مخالفت حکومت برخاسته بود به قتل رساند (کوهیج نام روستاهی است در ۱۸ کیلومتری شمال غربی شهر بستک). سپس یاغیان مراغ را تنبیه نموده و از طریق چاه مسلم و گردنه گوچی به کوخرد آمد در آنجا مشایخ کوخرد را که از مسافرین خود سرانه راهداری می‌گرفتند دستگیر و تنبیه نمود و بدین ترتیب آسایش عمومی را در سال ۱۲۲۶ هجری قمری برقرار ساخت.
ابراهیم خان قاجار هم که در سال ۱۲۲۸ هجری قمری به بستک آمده حکومت احمد خان را تأیید نموده‌است.
احمد خان از سال ۱۲۲۹ قمری که جوانی رشید و ۲۱ ساله بود با دریافت فرمان فتحعلی شاه قاجار رسماً حاکم بستک و جهانگیریه و بنادر و جزایر عباسی و بندر لنگه گردید و با برقراری امنیت به پیشرفت امور تجاری و کشاورزی بستک ودهات آن پرداخت، احمد خان با تفنگدارانی جسور که در اختیار داشت توانست در تمامی حوزهٔ فرمانروائی خود امنیت کامل و استقرار بر قرار سازد. بعد از دو سال دیگر یعنی در سال ۱۲۳۱ قمری به فرمان مجدد فتحعلی شاه قاجار حکومتی تمام خطه لارستان و بنادر به نام احمد خان صادر می‌شود و بلقب «احمد خان بزرگ» مفتخر می‌شود. احمد خان در بیست و هفت سال حکمرانی خود بسیار مشهور گردید.

## آغاز حکومت مشایخ بنی عباسی
مشایخ بنی عباسیان و فرزندان آنان که متصدی اداره امور مردم بوده‌اند با آنکه اصالتاً عرب بوده‌اند ولی پس از ورود در ایران خود را ایرانی دانسته و در تمام ادوار تاریخ و زندگی پیرو آرمانهای شاهدوستی و میهن دوستی و مطيع دولت مرکزی بوده‌اند حتی برای پیروزی ایران در جنگ ها به قفقاز هم نیرو فرستاده‌اند و کشته داده‌اند. در بنادر جنوب با اعراب متجاوز جنگیده‌اند.
پس از فوت شیخ عبدالقادر که مصادف بود با اواخر دورهٔ سلطنت صفویه وهجوم وسلطنت افغان‌ها و بالآخره ظهور نادر شاه که در تمام این احوال عامل اصلی و محرک واقعی جنگ وستیزها اختلاف مسلکی شیعه و سنی بود شیخ محمد سعید بستکی و شیخ محمد بستکی بدخالت به امور حکومتی آغاز کردند این دو نفر فرزندان شیخ عبدالقادر از نفوذ روحانی پدرشان که یک نوع تسلط روحی بزرگی برمردم بستک وجهانگیریه ایجاد کرده بود استفاده کامل نمودند وبعلل سیاسی زمان و شاید هم برای انتقامجوئی از کسانیکه موجب فرار آنان از خنج که جوار جد اعلایشان حاج شیخ عبدالسلام خنجی بود، شده بودند ویا به‌عنوان مبارزه مسلکی شیعه ویا بقول نویسنده:
«تاریخ جهانگیریه» برای حفظ جان ومال جماعت تسنن در برابر هجوم شیعیان نفوذ خودرا بسط دادند تا آنجا که شیخ محمد سعید به حکومت لار رسیده و شیخ محمد خان بزرگ حاکم جهانگیریه و آن حدود گردید.
بدین ترتیب مشایخ بنی عباسی که بقول ابن بطوطه چنان‌که در سفرنامه خود سفرنامه ابن بطوطه نوشته‌است: از زیادی زهد وپرهیزکاری وکثرت عبادت و دوری از مردم اندام علیل وزرد رنگ داشته وآزار مخلوقات را جرم می‌پنداشتند، فرزندانشان زاویه هارا رها کرده و در میدان‌های جنگ وکشتار در آمدند جزئیات این تحولات باشرح حال شیخ محمد سعید بستکی و شیخ محمد خان بزرگ روشن می‌گردد.

## بدرود زندگی
احمد خان بزرگ در سال ۱۲۶۵ هجری قمری در ۴۷ سالگی فوت کرد و در جوار آرامگاه شیخ عبدالقادر بستکی و شیخ محمدخان در گچویه مدفون است.
احمدخان شش پسر بنامهای: شیخ محمدخان، حاجی مصطفی خان، عبدالله خان، ابوالفتح خان، محمود خان و یوسف خان داشت.